# Baunatal
Baunatal est une municipalité allemande située dans le land de la Hesse et l'arrondissement de Cassel.

## Histoire
| Appartenances historiques Landgraviat de Thuringe 1137–1264 Landgraviat de Hesse 1264–1458 Landgraviat de Basse-Hesse 1458–1500 Landgraviat de Hesse 1500–1567 Landgraviat de Hesse-Cassel 1567–1803 Électorat de Hesse 1803–1807 Royaume de Westphalie 1807–1813 Électorat de Hesse 1813–1866 Royaume de Prusse (Province de Hesse-Nassau) 1866–1871 Empire allemand 1871–1918 République de Weimar 1918–1933 Reich allemand 1933–1945 Allemagne occupée 1945–1949 Allemagne de l'Ouest 1949–1990 Allemagne 1990–présent |

## Industrie
Baunatal possède une usine de production de Volkswagen.

## Personnalités liées à la commune
- Dorothea Viehmann (1755-1816), conteuse née à Rengershausen.
- Rudolf Leiding (1914-2003) dirigeant mort à Baunatal.

## Jumelages
La ville de Baunatal est jumelée avec :
- Vire (France) depuis 1983
- Sangerhausen (Allemagne) depuis 1990
- San Sebastián de los Reyes (Espagne) depuis 1990
- Vrchlabí (Tchéquie) depuis 1991